# Frida (grup musical)
Frida és un grup musical valencià de rap i de hip-hop, amb sons melòdics a les bases.
El 2012 fou format a València per J.Winston i L-Tom, els quals provenen d'Arrap i Barraques Sudsistema.
El 2013 publicaren la seua primera obra Free rap, i un any després ho fa el segon treball: Neologismes.
Una cançó seua («Nit de ronda») va aparèixer al recopilatori de música en valencià d'Escola Valenciana, 8é Disc de la Música en Valencià (2014). Van ser nomenats per als Premis Ovidi Montllor del 2014. El 2017 guanyaren el Sona la dipu. publicant també el seu segon single, Gegants.
L'àlbum homònim, Gegants, el primer disc amb banda i instrumentals de rap i reggae i la incorporació d'una veu femenina en els cors, va vore la llum el 2018. El disc compta també amb col·laboracions com Dani, de VaDeBo, el poeta i raper Charly Efe o Xavi Sarrià. Gegants va guanyar el premi Ovidi Montllor a millor disc de Hip-Hop 2018 i quedà finalista com a millor disc de mestissatge als premis Carles Santos de la música valenciana.

## Discografia
- Free rap (autoedició, 2013)
- Neologismes (autoedició, 2014)
- Gegants (autoedició, 2018)
- #conFRIDAció EP (autoedició, 2020)